# Krasimir (nome)
Krasimir (in alfabeto cirillico: Красимир) è un nome proprio di persona bulgaro maschile.

## Varianti
- Femminili: Красимира (Krasimira)[1]
  - Ipocoristici: Мира (Mira)[1]

## Origine e diffusione
Riprende un nome medievale, composto dagli elementi slavi krasa ("bellezza" "ornamento") e miru ("pace", "mondo"). Non va confuso con i nomi Krešimir e Casimiro, la cui etimologia è differente.

## Onomastico
È un nome adespota, cioè privo di santo patrono; l'onomastico può essere festeggiato il 1º novembre, per la ricorrenza di Ognissanti.

## Persone
- Krasimir Anev, biatleta bulgaro
- Krasimir Avramov, cantante bulgaro

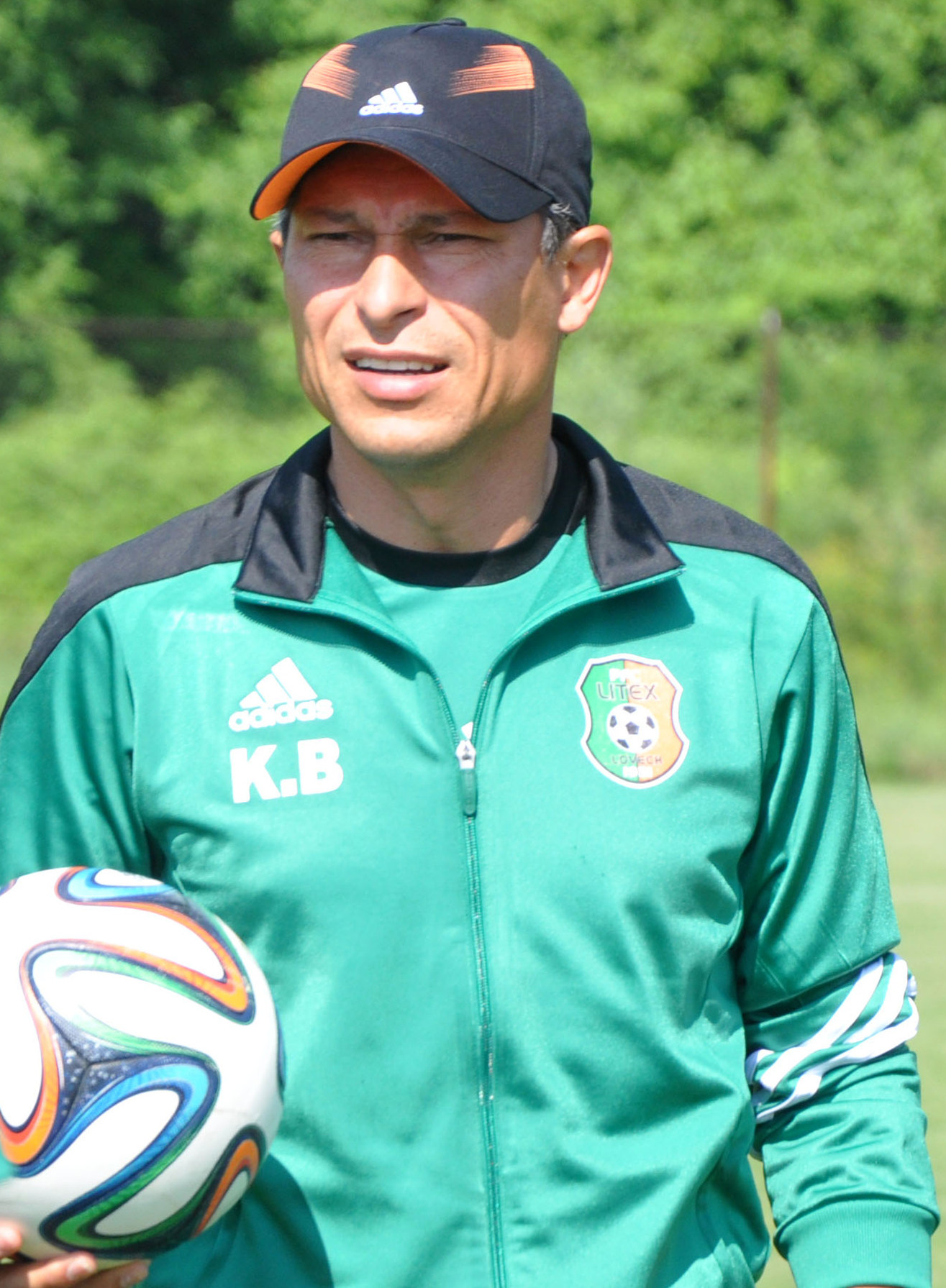
Krasimir Balăkov

- Krasimir Balăkov, calciatore e allenatore di calcio bulgaro
- Krasimir Borisov, calciatore e allenatore di calcio bulgaro
- Krasimir Čomakov, calciatore bulgaro
- Krasimir Gajdarski, pallavolista bulgaro
- Krasimir Stefanov, pallavolista bulgaro

### Variante femminile Krasimira
- Krasimira Banova, cestista bulgara
- Krasimira Bogdanova, cestista bulgara
- Krasimira Gjurova, cestista bulgara